# 기함

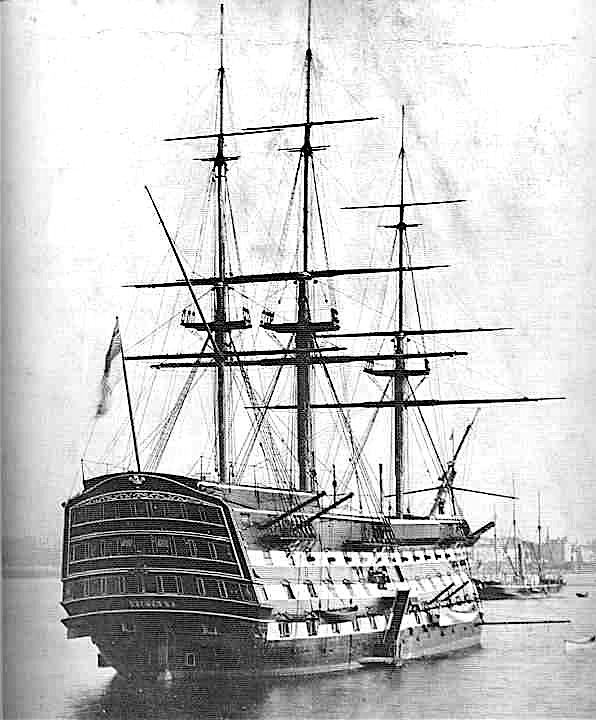
영국 왕립해군 수장인 제1해군경의 기함 HMS 빅토리.

기함(旗艦, flagship)이란 해군 함정들 가운데 지휘관이 사용하는 배이다. 특정한 깃발을 달아서 구별하기 때문에 생긴 명칭이다. 좀 더 일반적으로 말하자면, 함대의 선두에 나서는 배이며, 전형적으로 선두에 서고, 가장 크고, 빠르고, 중무장하거나 또는 가장 잘 알려진 배를 말한다.
오랫동안 기함이라는 용어는 최고의 위치나, 가장 비싼 제품, 지위 등을 가리키는 방송이나, 자동차, 항공기, 소매업과 같은 산업분야에 사용되는 은유가 되어 왔다.